# Plantago lagopus
El pie de liebre (Plantago lagopus) es una herbácea de la familia de las plantagináceas.

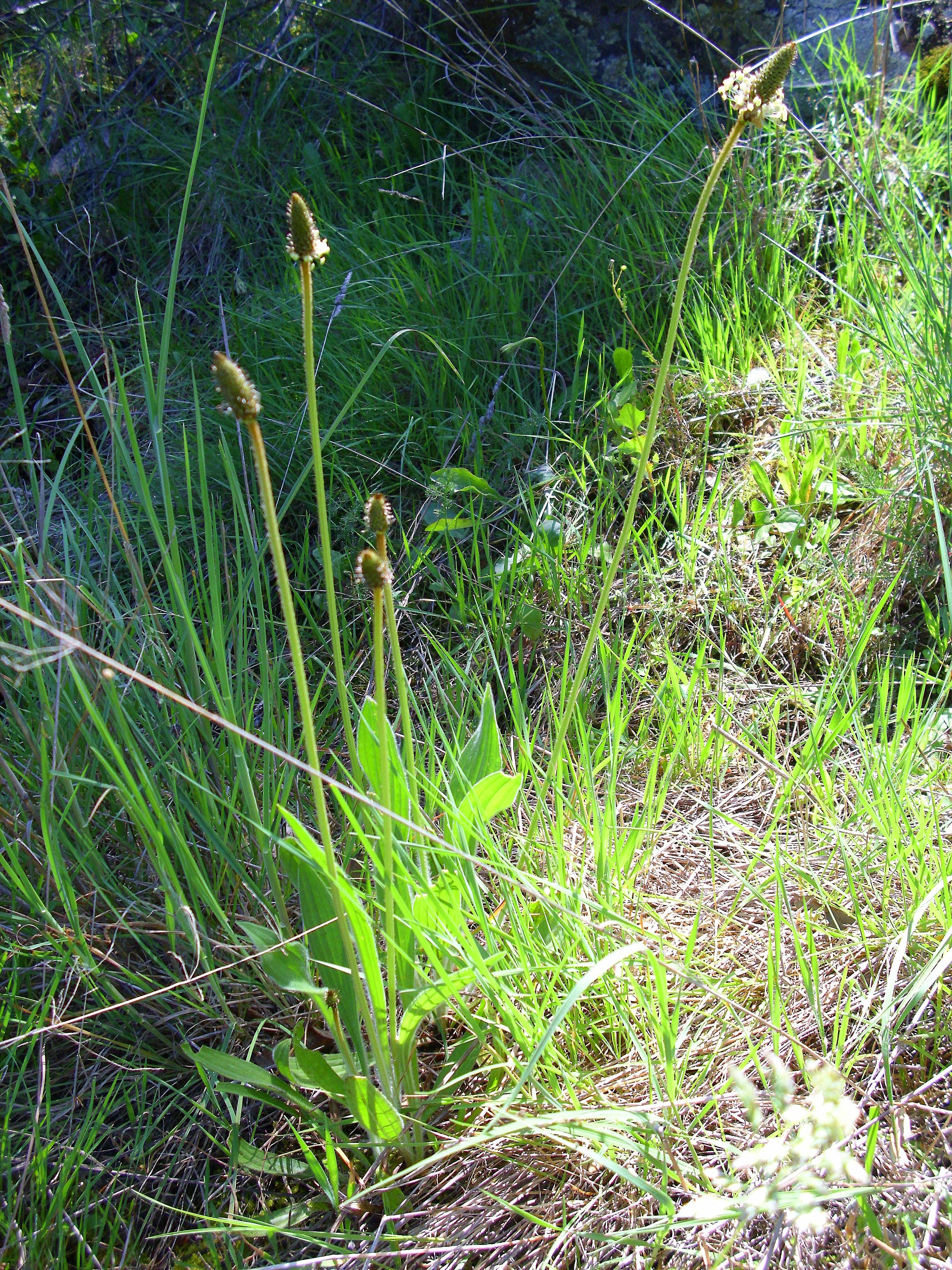
Vista de la planta en su hábitat

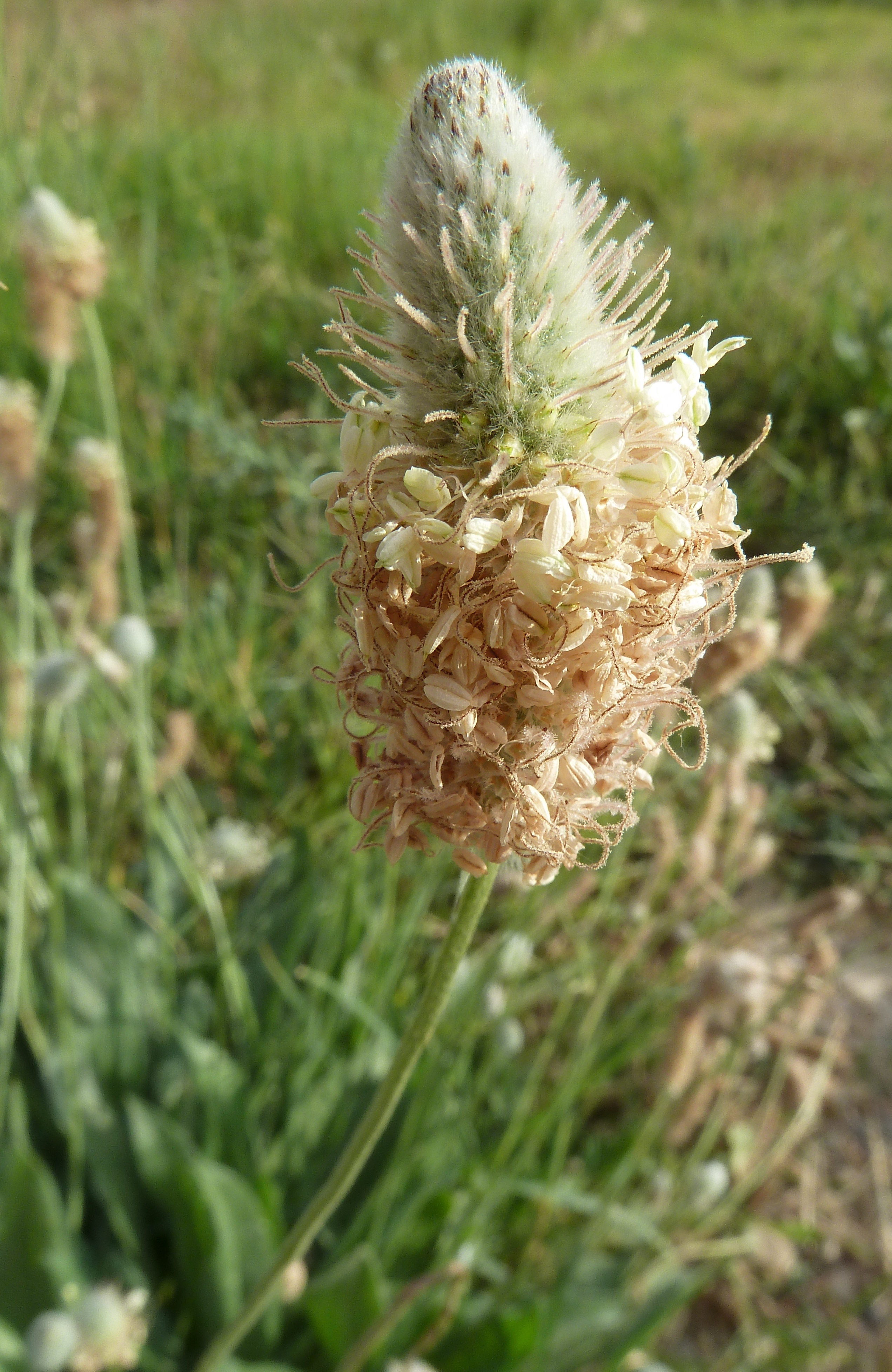
Inflorescencia

## Caracteres
Es parecida a Plantago lanceolata pero más pequeña, y por lo general más peluda; brácteas peludas no glabras.Florece desde finales del invierno y en la primavera.

## Hábitat
Algo nitrófila; en herbazales secos, barbechos, baldíos, etc.

## Distribución
Nativa desde el Atlántico hasta Pakistán, incluyendo África del Norte y Medio Oriente.

## Taxones infraespecíficos
- Plantago lagopus L. subsp. lagopus
- Plantago lagopus subsp. ptolemaidis Brullo & Furnari[1]

## Taxonomía
Plantago media fue descrita por Carlos Linneo y publicado en Species Plantarum, vol. 1, p. 114 en 1753.
Etimología
Plantago: nombre genérico que deriva de  plantago, principalmente, nombre de varias especies del género Plantago L. (Plantaginaceae) –relacionado con la palabra latina planta, -ae f. = "planta del pie"; por la forma de las hojas, según dicen–. Así, Ambrosini (1666) nos cuenta: “Es llamada Plantago por los autores latinos, vocablo que toman de la planta del pie (a causa de la anchura de sus hojas, las que recuerdan la planta del pie; y asimismo porque las hojas tienen líneas como hechas con arado, semejantes a las que vemos en la planta del pie)”
coronopus: epíteto latíno que fue aplicado a la planta por Plinio el Viejo en Naturalis Historia (XXI, 99), con el significado de «pie de cuervo» (del griego korone, «cuervo» y pous, «pie», aludiendo a la forma digitada de las hojas) que es también uno de los nombres vernáculos en castellano, y otros idiomas.
Citología
Números cromosomáticos de Plantago lagopus (Fam. Plantaginaceae) y táxones infraespecíficos:  n=6; 2n=12
Sinonimia
- Plantago eriostachya Ten., Fl. Napol. 1: 13. (1811)
- Plantago intermedia Lapeyr., Hist. Pl. Pyrénées 69 (1813), nom. illeg., non Gilib.
- Plantago lusitanica L., Sp. Pl. ed. 2 1667 (1763)
- Plantago madritensis Lag. ex Rapin in Mém. Soc. Linn. Paris 6: 459 (1827)
- Plantago pseudolusitanica Roem. & Schult., Syst. Veg. 3: 121 (1818)
- Plantago aliena Schrad. ex Roem. & Schult.
- Plantago arvensis C.Presl
- Plantago dasyurus Raf.
- Plantago fornicata K.Koch
- Plantago fruticosa Roem. & Schult.
- Plantago glauca C.A.Mey.
- Plantago lagopoda St.-Lag.
- Plantago lagopoides Viv.
- Plantago vaginata Vent.[5]

## Nombres vernáculos
Castellano: alpiste, cola de zorro, lamadera, llantén, llantén español de tres venas, llantén menor, llantén peludo español, menta, orejilla de liebre, pericos, periquitos, pie de liebre, plantago, rabo de judío, rabo de liebre, zarragañanes.
En Canarias se llama ovejera